# Saadet Partisi
De Saadet Partisi (SP, Turks voor Gelukzaligheid Partij) is een islamitische Turkse politieke partij die in 2001 werd opgericht. Zij wordt voornamelijk gesteund door conservatieve moslims in Turkije.
De partij werd opgericht op 20 juli 2001 nadat de Fazilet Partisi (FP) door het constitutionele hof was verboden. Terwijl de hervormingsgezinde elementen van de partij de Partij voor Rechtvaardigheid en Ontwikkeling (AKP) vormde, stichtten de hardliners de Gelukzaligheid Partij. Hoewel het een islamistische partij is, bestrijkt het beleidsplatform het hele spectrum van politieke kwesties in Turkije.
De stem van de Saadet Partisi is verzwakt door het succes van de matig islamitische regering van de AKP. Zij heeft herhaaldelijk de wens van de Turkse regering veroordeeld om lid te worden van de Europese Unie, en omwille van de militaire banden met de staat Israël en de Verenigde Staten van Amerika. De partij heeft betoogd dat Turkije zijn militaire en buitenlandse beleidshouding moet aanpassen aan wat zij de toenemende dreigementen vanuit het Westen naar alle moslimlanden noemt.
Het beleidsplatform van de partij is sterk gebaseerd op de ideeën en filosofie van Necmettin Erbakan.
De Saadet Partisi werkt zowel als een politieke partij als een grote sociale organisatie. Zij heeft afdelingen in bijna elk district, stad en dorp in het land. In het verleden heeft zij demonstraties georganiseerd over een breed scala aan onderwerpen, vaak met tienduizenden deelnemers. Duizenden demonstranten traden toe tot SP georganiseerde demonstraties tegen de aanval van 2004 op Fallujah in Irak, tegen de satirische cartoons over de profeet Mohammed, en recenter tegen de Israëlische invasie van de Gazastrook tijdens het Conflict in de Gazastrook 2008-2009.

## Verkiezingsresultaten
Bij de algemene verkiezingen van 2002 was de partij electoraal niet bijzonder succesvol en behaalde slechts 2,5% van de stemmen, en slaagde er dus niet in de kiesdrempel van 10% te halen die nodig was om vertegenwoordiging te krijgen in de Turkse Grote Nationale Assemblee. Zij was iets meer succesvol bij de lokale verkiezingen van 29 maart 2004, waarbij 4,1% van de stemmen en een aantal burgemeesters werden behaald, maar geen enkele van bijzondere betekenis. Bij de verkiezingen in 2011 werden ze gereduceerd tot 1,24%. In juni 2015 won de partij 2,06% van de stemmen.

## Nationale Alliantie (2015)
Ter voorbereiding op de algemene verkiezingen in juni 2015 verklaarde de partij dat men open stond om te onderhandelen over een electorale alliantie met andere partijen zoals de Great Union Party (BBP) en de grotere Partij van de Nationalistische Beweging (MHP). Hoewel de MHP later aankondigde dat ze niet bereid was om een electorale alliantie te vormen, spraken de SP en de BBP een nieuwe alliantie af om hun kansen te vergroten om de kiesdrempel van 10% te overschrijden om vertegenwoordiging in het parlement te krijgen. De nieuwe alliantie werd de Nationale Alliantie (Millî İttifak) genoemd.
De Nation and Justice Party (MİLAD) sprak ook het voornemen uit om toe te treden tot de alliantie, maar toen ze in slechts vier kiesdistricten topposities kregen op de kandidatenlijsten, trok MİLAD zich terug en kon ze niet aan de verkiezing deelnemen omdat ze niet tijdig eigen partijlijsten bezorgde aan de hoogste kiescommissie.
De kandidatenlijsten werden zodanig opgesteld dat BBP-kandidaten bovenaan in kiesdistricten werden geplaatst waarin ze in 2011 meer stemmen behaalden dan de SP, terwijl SP-kandidaten bovenaan in provincies werden geplaatst waarin de SP het BBP in 2011 had verslagen. Een SP-kandidaat werd als eerste geplaatst in 55 provincies, terwijl een BBP-kandidaat als eerste werd geplaatst in 30. De resterende posities wisselden vervolgens af tussen SP- en BBP-kandidaten. SP-leider Mustafa Kamalak werd gekozen als de eerste kandidaat voor het eerste kiesdistrict van Istanboel, terwijl BBP-leider Mustafa Destici werd gekozen als de eerste kandidaat voor het 2e kiesdistrict van Ankara.

## Partijleiders
| #   | leider                        | foto | begin                                | einde            |
| --- | ----------------------------- | ---- | ------------------------------------ | ---------------- |
| 1   | Recai Kutan (1930–)           |      | 20 juli 2001                         | 11 mei 2003      |
| 2   | Necmettin Erbakan (1926–2011) |      | 11 mei 2003                          | 30 januari 2004  |
| (1) | Recai Kutan (1930–)           |      | 8 april 2006 (vanaf 30 januari 2004) | 26 oktober 2008  |
| 3   | Numan Kurtulmuş (1959–)       |      | 26 oktober 2008                      | 17 oktober 2010  |
| (2) | Necmettin Erbakan (1926–2011) |      | 17 oktober 2010                      | 27 februari 2011 |
| 4   | Mustafa Kamalak (1948–)       |      | 5 maart 2011                         | 30 oktober 2016  |
| 5   | Temel Karamollaoğlu (1941–)   |      | 30 oktober 2016                      |                  |